# Anthony Syhre
Anthony Syhre, né le 18 mars 1995 à Berlin, est un footballeur allemand. Il évolue au poste de défenseur central au SpVgg Bayreuth.

## Carrière

### En club
Anthony Syhre signe un contrat de deux ans avec le VfL Osnabrück lors de l'été 2015.

### En sélection
Syhre est convoqué pour disputer l'Euro des moins de 19 ans en 2014. Lors de cette compétition, il joue trois matchs : contre la Bulgarie en phase de groupe, puis contre l'Autriche en demi-finale, et enfin contre le Portugal en finale. Il inscrit un but contre la Bulgarie.

## Statistiques
| Saison                | Club                  | Championnat           | Championnat | Championnat | Coupe(s) nationale(s) | Coupe(s) nationale(s) | Coupe régionale | Coupe régionale | Total | Total |
| Saison                | Club                  | Division              | M.          | B.          | M.                    | B.                    | M.              | B.              | M.    | B.    |
| 2015-2016             | VfL Osnabrück         | 3. Liga               | 35          | 3           | 0                     | 0                     | 2               | 0               | 37    | 3     |
| 2016-2017             | VfL Osnabrück         | 3. Liga               | 31          | 1           | 0                     | 0                     | 3               | 0               | 34    | 1     |
| Sous-total            | Sous-total            | Sous-total            | 66          | 4           | 0                     | 0                     | 5               | 0               | 71    | 4     |
| 2017-2018             | FC Würzburger Kickers | 3. Liga               | 28          | 0           | 1                     | 0                     | 1               | 0               | 30    | 0     |
| 2018-2019             | FC Würzburger Kickers | 3. Liga               | 9           | 0           | 0                     | 0                     | 2               | 0               | 11    | 0     |
| Sous-total            | Sous-total            | Sous-total            | 37          | 0           | 1                     | 0                     | 3               | 0               | 41    | 0     |
| 2018-2019             | Fortuna Sittard       | Eredivisie            | 1           | 0           | -                     | -                     | -               | -               | 1     | 0     |
| Sous-total            | Sous-total            | Sous-total            | 1           | 0           | 0                     | 0                     | -               | -               | 1     | 0     |
| 2019-2020             | Hallescher FC         | 3. Liga               | 13          | 3           | -                     | -                     | 1               | 0               | 14    | 3     |
| 2020-2021             | Hallescher FC         | 3. Liga               | 9           | 0           | -                     | -                     | 1               | 0               | 10    | 0     |
| Sous-total            | Sous-total            | Sous-total            | 22          | 3           | 0                     | 0                     | 2               | 0               | 24    | 3     |
| 2021-2022             | FSV Zwickau           | 3. Liga               | 4           | 0           | -                     | -                     | 1               | 0               | 5     | 0     |
| Sous-total            | Sous-total            | Sous-total            | 4           | 0           | 0                     | 0                     | 1               | 0               | 5     | 0     |
| 2022-2023             | Greifswalder FC       | Regionalliga Nord-Est | 14          | 2           | -                     | -                     | -               | -               | 14    | 2     |
| Sous-total            | Sous-total            | Sous-total            | 14          | 2           | 0                     | 0                     | 0               | 0               | 14    | 2     |
| 2023-2024             | SpVgg Bayreuth        | Regionalliga Bayern   | -           | -           | -                     | -                     | -               | -               | 0     | 0     |
| Sous-total            | Sous-total            | Sous-total            | 0           | 0           | 0                     | 0                     | 0               | 0               | 0     | 0     |
| Total sur la carrière | Total sur la carrière | Total sur la carrière | 143         | 9           | 1                     | 0                     | 11              | 0               | 155   | 9     |

## Palmarès
Il remporte l'Euro des moins de 19 ans en 2014 avec l'équipe d'Allemagne.